# Tochintla
Tochintla är en ort i Mexiko.   Den ligger i kommunen Metztitlán och delstaten Hidalgo, i den sydöstra delen av landet, 130 km norr om huvudstaden Mexico City. Tochintla ligger 1 275 meter över havet och antalet invånare är 128.
Terrängen runt Tochintla är kuperad åt nordost, men åt sydväst är den bergig. Tochintla ligger nere i en dal. Runt Tochintla är det glesbefolkat, med 20 invånare per kvadratkilometer. Närmaste större samhälle är Zacualtipán, 18,1 km öster om Tochintla. I omgivningarna runt Tochintla växer huvudsakligen savannskog.